# Saint-Bernard (Isère)
Pour les articles homonymes, voir Saint-Bernard.
Saint-Bernard (également appelée Saint-Bernard-du-Touvet) est une commune française située dans le département de l'Isère en région Auvergne-Rhône-Alpes.
Ses habitants sont appelés les Bernardins (Bernardines). Depuis le 1er janvier 2019, elle est une commune déléguée de Plateau-des-Petites-Roches.

## Géographie

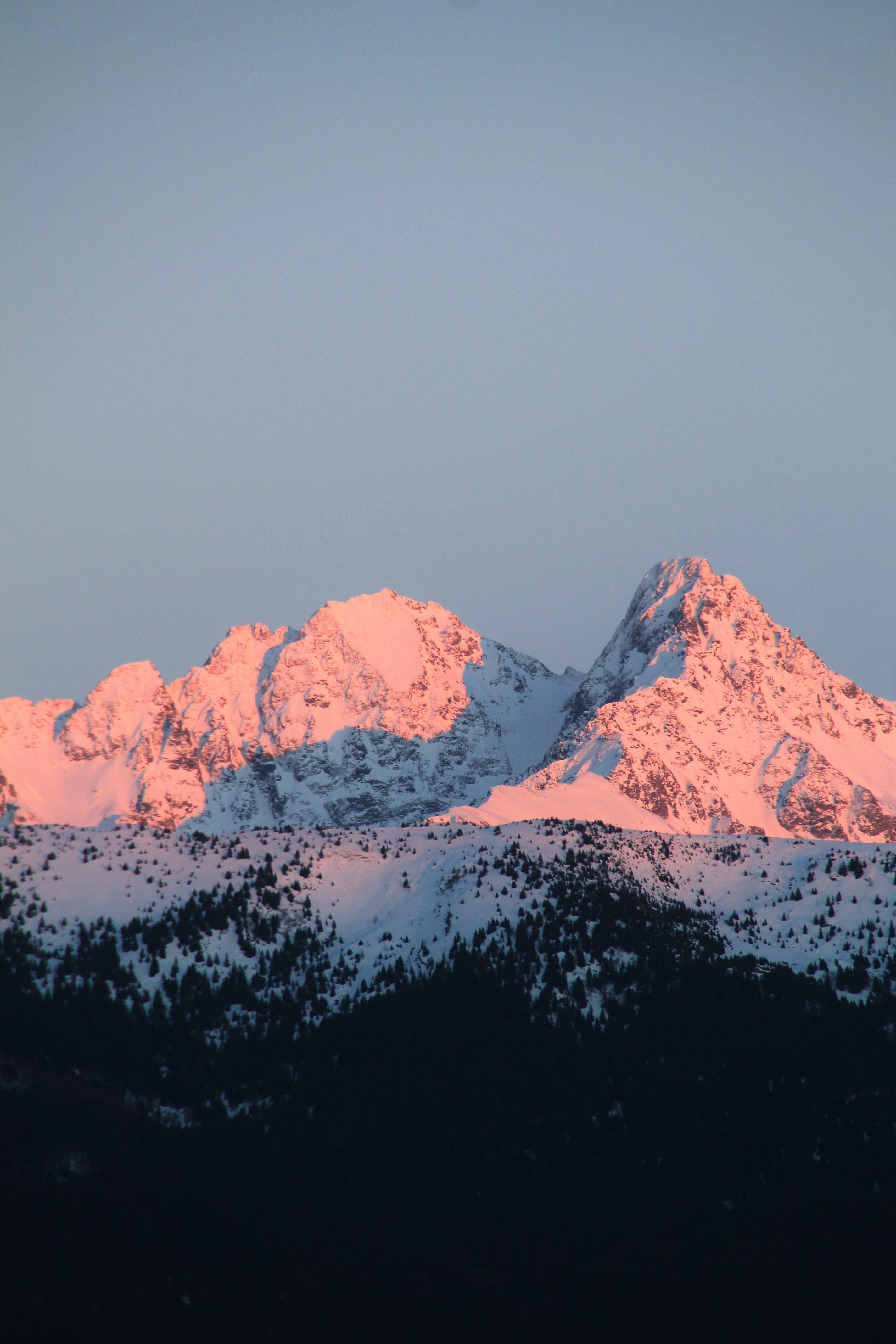
Vue de la chaîne de Belledonne depuis le village de Saint-Bernard-du-Touvet.

La commune de Saint-Bernard est située sur le plateau des Petites Roches, un balcon naturel en bordure orientale du massif de la Chartreuse, dominé par la Dent de Crolles. En face, se trouve la chaîne de Belledonne.
Saint-Bernard est une commune du parc naturel régional de la Chartreuse.

### Lieux-dits et écarts
Saint-Bernard est un village composé de plusieurs hameaux :
- les Benoîts
- le Pelloux
- le Prayer
- la Diat
- le Guillot
- la Bâtie
- le Combet
- le Rajon
- Saint-Michel (rattaché à la commune au milieu du XIXe siècle)
- Col de Marcieu

### Communes limitrophes
Les communes voisines de Saint-Bernard sont :
- Saint-Hilaire et Sainte-Marie-du-Mont sur le plateau ;
- Le Touvet et la Terrasse dans la vallée.

## Histoire
- Présence romaine[réf. nécessaire].

Aucune présence de maisons fortes ou châteaux du Moyen Âge n'est attestée sur la commune.
Le 1er janvier 2019, la commune fusionne avec Saint-Hilaire et Saint-Pancrasse pour former la commune nouvelle de Plateau-des-Petites-Roches dont la création est actée par un arrêté préfectoral du 18 décembre 2018.

## Héraldique
| Blason de Saint-Bernard | Blason  | D'argent au chevron d'azur accompagné en pointe d'une fleur de lis de sable. |
| Blason de Saint-Bernard | Détails | Le statut officiel du blason reste à déterminer.                             |

## Politique et administration
| Période                                  | Période  | Identité                       | Étiquette            | Qualité   |
| ---------------------------------------- | -------- | ------------------------------ | -------------------- | --------- |
| 1983                                     | 1989     | M. Alain Chemarin              |                      |           |
| 1989                                     | 1990     | M. Bernard Jacquier            |                      |           |
| 1990                                     | 1995     | M. Emile Verger                |                      |           |
| 1995                                     | 1998     | M. Louis Di Bartolomeo         |                      |           |
| 1998                                     | 2001     | M. Sixte Rey                   |                      |           |
| 2001                                     | 2014     | Mme Dominique Clouzeau-Germain |                      |           |
| 2014                                     | En cours | M. Fabrice Serrano             | SE puis Génération.s | Ingénieur |
| Les données manquantes sont à compléter. |          |                                |                      |           |

## Population et société

### Démographie
L'évolution du nombre d'habitants est connue à travers les recensements de la population effectués dans la commune depuis 1793. Pour les communes de moins de 10 000 habitants, une enquête de recensement portant sur toute la population est réalisée tous les cinq ans, les populations de référence des années intermédiaires étant quant à elles estimées par interpolation ou extrapolation. Pour la commune, le premier recensement exhaustif entrant dans le cadre du nouveau dispositif a été réalisé en 2005.

En 2016, la commune comptait 630 habitants, en évolution de −0,32 % par rapport à 2010 (Isère : +3,07 %, France hors Mayotte : +2,11 %).
| 1793 | 1800 | 1806 | 1821 | 1831 | 1836 | 1841 | 1846 | 1851 |
| ---- | ---- | ---- | ---- | ---- | ---- | ---- | ---- | ---- |
| 281  | 300  | 321  | 333  | 378  | 400  | 428  | 432  | 544  |

| 1856 | 1861 | 1866 | 1872 | 1876 | 1881 | 1886 | 1891 | 1896 |
| ---- | ---- | ---- | ---- | ---- | ---- | ---- | ---- | ---- |
| 541  | 530  | 504  | 509  | 478  | 453  | 445  | 415  | 401  |

| 1901 | 1906 | 1911 | 1921 | 1926 | 1931 | 1936 | 1946 | 1954 |
| ---- | ---- | ---- | ---- | ---- | ---- | ---- | ---- | ---- |
| 360  | 317  | 270  | 238  | 229  | 192  | 187  | 168  | 111  |

| 1962 | 1968 | 1975 | 1982 | 1990 | 1999 | 2005 | 2006 | 2010 |
| ---- | ---- | ---- | ---- | ---- | ---- | ---- | ---- | ---- |
| 93   | 92   | 137  | 233  | 359  | 468  | 569  | 584  | 632  |

| 2015 | 2016 | - | - | - | - | - | - | - |
| ---- | ---- | - | - | - | - | - | - | - |
| 623  | 630  | - | - | - | - | - | - | - |

#### Pyramide des âges
| Hommes | Classe d’âge | Femmes |
| ------ | ------------ | ------ |
| 0,0    | > 90         | 0,4    |
| 3,0    | 75-89        | 4,2    |
| 10,5   | 60-74        | 9,5    |
| 21,7   | 45-59        | 24,4   |
| 22,9   | 30-44        | 30,1   |
| 11,4   | 15-29        | 7,3    |
| 30,4   | 0-14         | 24,2   |

### Sports
Le col de Marcieu abrite une petite station de sports d'hiver pour le ski de fond et le ski alpin.

## Économie
L'économie de Saint-Bernard est principalement basée sur le tourisme avec la présence de la station de ski du col de Marcieu. Plusieurs auberges, gîtes et chambres d'hôtes sont ainsi présents sur le territoire de la commune. De manière plus marginale, l'agriculture subsiste avec quelques exploitants.
La commune fait partie de l'aire géographique de production et transformation du « Bois de Chartreuse », la première AOC de la filière Bois en France,.

## Culture locale et patrimoine

### Lieux et monuments

#### Patrimoine religieux

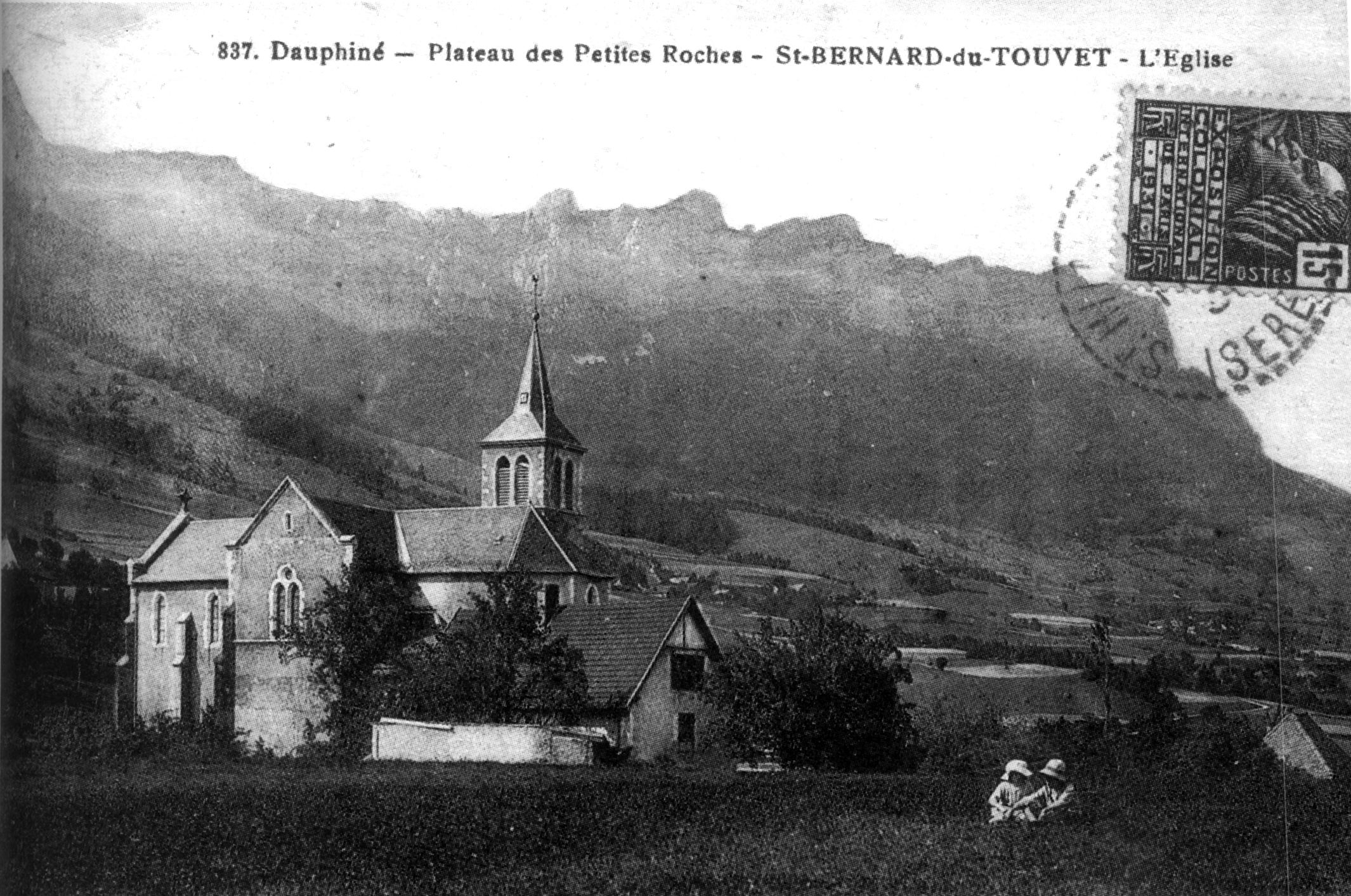
Carte postale montrant l'église vers 1930.

Dans la commune se trouve l'ancien monastère Notre-Dame-des-Petites-Roches qui n'est désormais plus en activité, géré anciennement par des sœurs cisterciennes bernardines d'Esquermes venant de la Lille.
Trois édifices religieux se situent sur le territoire communal : une église traditionnelle au cœur du village, une chapelle récemment restaurée au lieu-dit Saint-Michel près du col de Marcieu, et une chapelle en bois dans le monastère des sœurs cisterciennes. L'église d'origine, bâtie par les religieux de Saint-Martin-de-Miséré et dédiée à Saint Bernard de Clairvaux, est documentée à partir du XIe siècle. L'église actuelle, aux Pelloux, date de 1836.

#### Patrimoine civil
Le hameau de la Bâtie, dont le toponyme pourrait révéler la présence d'une maison forte (une bâtie médiévale fortifiée) qui n'a pas laissé de traces, cache des vieilles maisons.

#### Évènements
La fête de Saint Bernard, le 20 août, est la fête de la commune.

### Patrimoine naturel
- Réserve naturelle nationale des Hauts de Chartreuse.
- Parc naturel régional de Chartreuse.